# Вільям Вікрі
Вільям Спенсер Вікрі (англ. William Spencer Vickrey; 21 червня 1914, Вікторія, Британська Колумбія, Канада — 11 жовтня 1996, Харрісон, Нью-Йорк, США) — американський економіст, лауреат Нобелівської премії з економіки (1996 р.).
Закінчив Єльський університет. Здобув докторський ступінь у 1947 р. в Колумбійському університеті. Працював в різних державних установах, у тому числі — Міністерстві фінансів США. З 1958 р. — професор, з 1964 — декан економічного факультету Колумбійського університету. З 1979 р. — професор Колумбійського університету.
Консультував державні організації, був директором Національного бюро економічних досліджень в 1973—1977 роках.
Помер через кілька днів після присудження Нобелівської премії.